# Lagoão
Lagoão es un municipio brasileño del estado de Rio Grande do Sul.
Se encuentra ubicado a una latitud de 29º14'06" Sur y una longitud de 52º47'45" Oeste, estando a una altitud de 577 metros sobre el nivel del mar. Su población estimada para el año 2004 era de 6129 habitantes.
Ocupa una superficie de 384,29 km².
- Datos: Q1774445
- Multimedia: Lagoão / Q1774445